# Menachem Begin
Menachem Wolfovitch Begin (in ebraico מְנַחֵם בּגִין  in russo Менахем Вольфович Бегин? Menachem Vol'fovič Begin; Brest-Litovsk, 16 agosto 1913 – Tel Aviv, 9 marzo 1992) è stato un politico israeliano di origine bielorussa, Primo ministro di Israele dal 1977 al 1983.

## Biografia
Menachem Wolfovitch Begin a tredici anni entra nel movimento giovanile socialista Hashomer Hatzair, per passare tre anni più tardi al Betar, movimento sionista di destra, fondato da Vladimir Žabotinskij, di cui nel 1932 è diventato capo del dipartimento organizzativo, occupandosi della propaganda in Polonia. Nello stesso anno viene inviato in Cecoslovacchia e nel 1935 si laurea in legge a Varsavia.
Nel 1937 viene arrestato per aver capeggiato una manifestazione di fronte all'ambasciata britannica a Varsavia, a partire dal 1939 organizza l'emigrazione in Palestina dei membri del Betar del quale è diventato leader. All'inizio del secondo conflitto mondiale Begin quale membro dell'esercito polacco viene fatto prigioniero dall'esercito sovietico perché  dopo il bombardamento di Varsavia giunge a Vilna, l'attuale Vilnius. Il fatto poi di essere membro della organizzazione ebraica Betar determina ulteriori misure restrittive. Per tali motivi viene rinchiuso nel carcere  di Lukiškės. A causa delle sue idee definite: "sioniste, revisioniste, borghesi, controrivoluzionarie" viene deportato in un gulag staliniano, il Pečora-lag, periodo 1940-1942, dal quale viene liberato dopo lo scoppio delle ostilità tra la Germania nazista e l'Unione Sovietica ma per combattere al fronte. Il periodo del gulag gli lascerà una profonda impressione, come gli interrogatori subiti da parte degli agenti Nkvd (l'organizzazione repressiva antecedente al KGB). Le condizioni di schiavitù con i turni massacranti  per la costruzione di una ferrovia in quella zona che diverrà, dal 1949, la localizzazione della futura città di Pečora saranno raccontate nel suo libro, "La rivolta", "The Revolt", (in ebraico "המרד": "HaMered"), pubblicato per la prima volta in inglese nel 1951. Questa sua opera anticiperà la denuncia dei crimini stalinisti (Krusciov lo farà nel 1956; Solženicyn nel 1960 con il ricordo del drammatico "Una giornata di Ivan  Denisovic").
Stalin aveva dal 1947 sospetti di trame dalle comunità  ebraiche quindi aumentò il suo antisemitismo culminato anche con l'episodio del processo a Rudolf Slánský, un ebreo che, sebbene fosse il segretario del partito comunista Cecoslovacco, fu condannato all'impiccagione.
Begin, per un periodo della sua vita, seppur brevemente, farà parte dell'esercito polacco agli ordini del generale Władysław Anders.
Nel maggio del 1942, giunto in Palestina, ottiene il congedo dall'armata polacca e aderisce all'Irgun (gruppo paramilitare dedito ad attività terroristica antiaraba e antinglese) del quale in breve tempo diviene il leader. In questa veste Begin organizza vari attentati terroristici contro militari britannici e civili arabi culminati con la bomba nel King David Hotel, con novanta morti, e l'assalto alla prigione di Acri.
Nel 1948, nonostante la proclamazione dello Stato di Israele, Begin rifiuta di sciogliere l'Irgun (che si renderà responsabile del massacro di Deir Yassin) nel neonato esercito israeliano e, durante un breve periodo di tregua concordato dal governo provvisorio israeliano con gli eserciti arabi, tenta di far sbarcare dalla nave Altalena un carico di armi ma l'esercito regolare israeliano, su ordine di David Ben Gurion, reagisce affondando la nave. Da quel momento l'Irgun cessa di esistere come organizzazione paramilitare e si trasforma nel partito Herut. Dal 1949 al 1967 e dal 1970 al 1977 Menachem Begin assume il ruolo di capo dell'opposizione parlamentare israeliana.

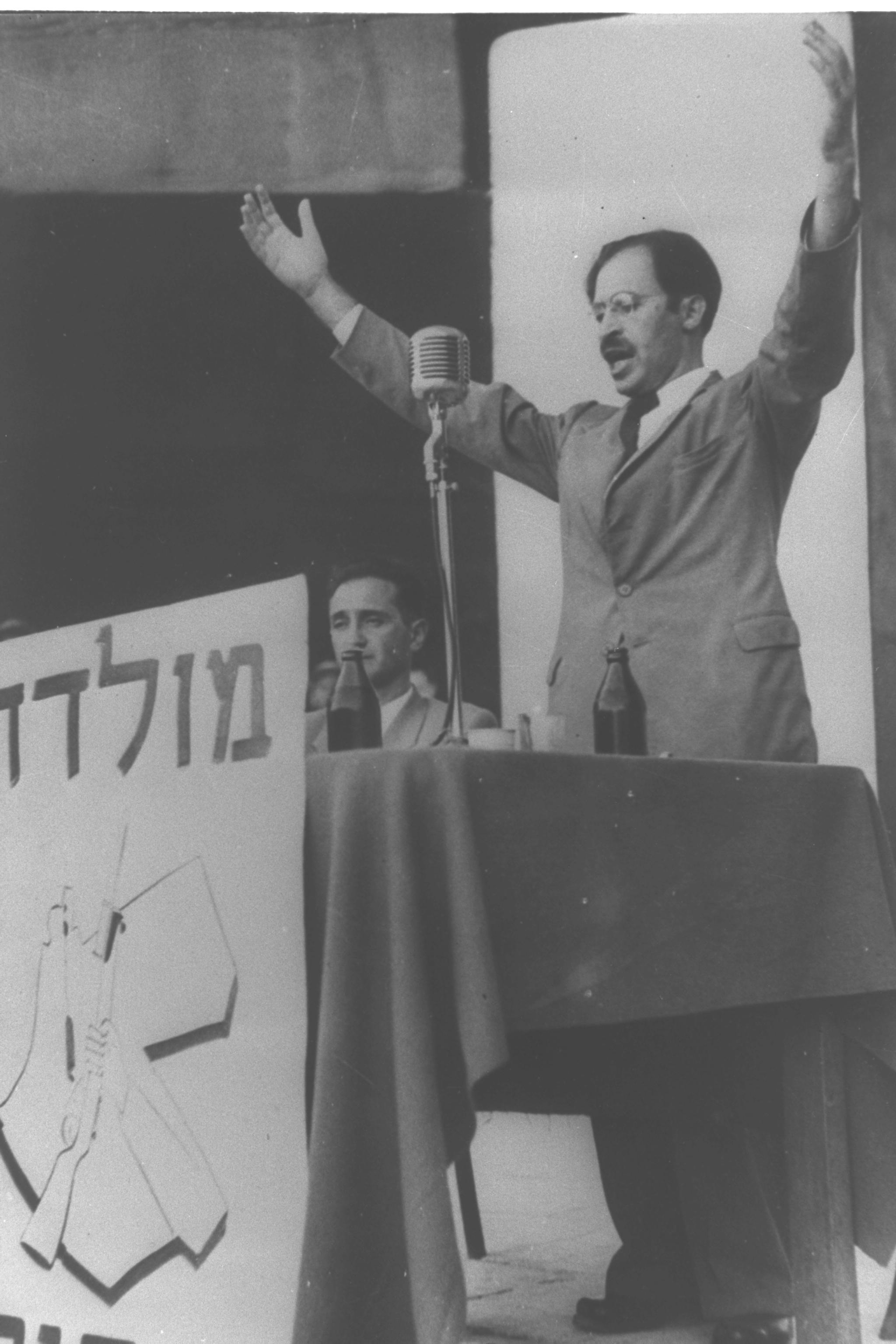
Begin mentre tiene un comizio nell'agosto del 1948. Notare la mappa del mandato britannico della Palestina, all'epoca interamente rivendicato dai movimenti sionisti per la nascita dello stato d'Israele.

Dal giugno del 1967 al 1970 entra come ministro senza portafoglio nel governo di unità nazionale guidato prima da Levi Eshkol e poi da Golda Meir.
Insieme al Partito Sionista Generale (liberale) fonda prima il Gahal - (ebraico גח"ל, acronimo di Gush Herut-Libralim, in ebraico גוש חרות-ליברלים, lett. "Blocco Herut-Liberali") - e poi il Likud, alla guida del quale nel 1977 vince le elezioni e crea un governo con il Movimento Democratico per il Cambiamento di Yigael Yadin e il partito religioso ortodosso Agudat Yisrael, mandando per la prima volta all'opposizione la sinistra sionista, e divenendo primo ministro.

Il suo governo sembra iniziare con i migliori auspici: infatti il 10 ottobre dello stesso anno il presidente egiziano Sadat compie una clamorosa visita in Israele. Nel 1978, a Camp David, Begin, a dispetto della sua fama di "falco" accetta di riconsegnare il Sinai agli egiziani e firma gli accordi di cooperazione con Sadat; grazie a questo gesto a Menachem Begin fu conferito il premio Nobel per la pace. Diverse centinaia di consiglieri militari israeliani sono inviati in Guatemala per aiutare ad addestrare i soldati del dittatore Efraín Ríos Montt, che sta affrontando un'insurrezione.

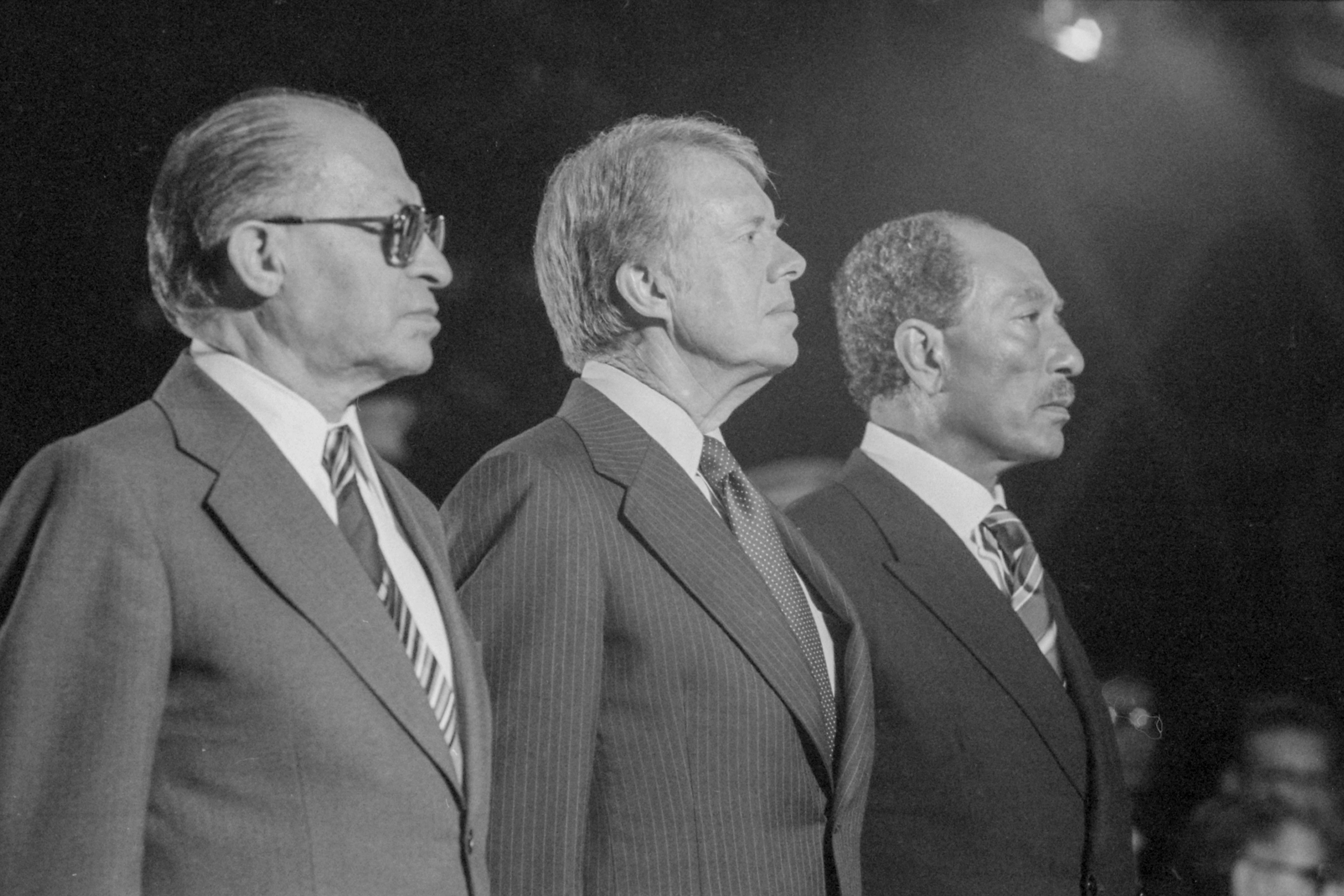
Begin, il presidente statunitense Jimmy Carter e il presidente egiziano Mohamed Anwar El Sadat a Camp David (1978)

Nel 1981, durante la campagna elettorale, Begin ordinò l'attacco alla centrale nucleare irachena di Osirak nell'operazione Babilonia: anche grazie al successo dell'operazione riuscì a farsi rieleggere primo ministro. Nel 1982, a seguito di ripetuti attacchi terroristici e missilistici subiti da Israele, Begin ordina l'invasione del Libano (operazione pace in Galilea) che ha il suo culmine con l'espulsione da Beirut delle milizie palestinesi guidati da Arafat. Dopo la strage di Sabra e Shatila, compiuta senza alcun intoppo da formazioni maronite libanesi, in quel momento alleate di Israele Begin è costretto a destituire, sulla spinta dell'opinione pubblica israeliana e internazionale, il suo ministro della difesa Ariel Sharon, affidandogli però, già nel 1983, un nuovo dicastero senza portafoglio, per affidargli nel 1984 il ministero del commercio e industria.
A causa delle conseguenze della guerra in Libano, che si trascinerà sino al 2000, e della grave crisi economica caratterizzata da un'iperinflazione il primo ministro Begin nel 1983 rassegna le sue dimissioni passando le redini al suo collega di partito Yitzhak Shamir. Begin è stato un famoso oratore e la sua politica ha avuto come linea guida la sicurezza di Israele. In campo economico invece la politica del primo ministro israeliano ha avuto un forte marchio populista.
Il 3 marzo 1992 Begin fu colpito da un infarto, venne portato d'urgenza in ospedale dove morì sei giorni dopo.
Al suo funerale parteciparono le più alte cariche dello Stato e una folla di circa 75.000 persone.
Per sua volontà fu sepolto nel cimitero ebraico del Monte degli Ulivi a Gerusalemme, accanto a sua moglie.

## Controversie
- Nel dicembre del 1948 Albert Einstein, Hannah Arendt ed altri scrissero una lettera al New York Times in cui, con toni molto duri, accusavano Begin e il partito Tnuat Haherut (Freedom Party) di "fascismo", "terrorismo" e di "propagandare idee di superiorità razziale". Nella lettera, per "esemplificare il carattere e l'azione" del Freedom Party, gli scriventi riportavano i fatti relativi all'assalto del pacifico villaggio arabo di Deir Yassin" e ripetuti episodi di violenza anti-britannica.[10][11]

## Vita privata
Ebbe due figlie e un figlio maschio, Ze'ev Benyamin Begin (detto Benny), membro parlamentare del Likud, nonché geologo.